# Trachycardium isocardia
Trachycardium isocardia es un molusco bivalvo perteneciente a la familia de los cárdidos. Comúnmente se le conoce como almeja berberecho. Esta especie de bivalvo es marina.

## Clasificación y descripción
La especie Trachycardium isocardia llega a medir hasta 76 mm de longitud total. La concha de esta especie es globosa y de color marrón claro, con algunas áreas de color amarillo-marrón. La parte interna de la concha es de un rosa lustroso con una parte blanda cerca de los márgenes anterior y posterior. El margen de la concha es aserrado y de color amarillo en la parte interna. Presenta entre 31 y 37 costillas escamosas con gruesas pero cortas.

## Distribución
T. isocardia se distribuye en Texas, Las Antillas y Bermudas.

## Hábitat
Trachycardium isocardia habita en camas del pasto marino Thalassia, así como en fondos arenosos.

## Estado de conservación
No se encuentra en ninguna categoría de protección, ni en la Lista Roja de la IUCN (International Union for Conservation of Nature) ni en CITES (Convención sobre el Comercio Internacional de Especies Amenazadas de Fauna y Flora Silvestres).